# جوایز بریت ۲۰۲۱
جوایز بریت ۲۰۲۱ در ۱۱ مه ۲۰۲۱ برگزار شد و هدف آن تجلیل از بهترین‌ها در موسیقی بریتانیا و جهان بود. این مراسم که معمولاً در فوریه برگزار می‌شد، به دلیل بیماری دنیاگیری کووید-۱۹ به تأخیر افتاد. این نخستین رویداد مهم موسیقی زنده داخل سالن بریتانیا در بیش از یک سال محسوب می‌شود. این مراسم برای چهارمین سال متوالی به میزبانی کمدین جک وایتهال برگزار شد. در ۹ مه ۲۰۲۱، اعلام شد که تیلور سوئیفت جایزه نماد جهانی را در جوایز بریت ۲۰۲۱ دریافت می‌کند. سوئیفت اولین هنرمند زن و هنرمند غیر بریتانیایی است که این جایزه را دریافت کرده‌است.
این مراسم برای یازدهمین سال متوالی در The O2 در گرینویچ، لندن بزرگ برگزار شد.

## برنده‌ها و نامزدی‌ها
| آلبوم بریتانیایی سال (اهدا توسط لوئیس کاپالدی) | تک‌آهنگ بریتانیایی (اهدا توسط بوی جرج) |
| --- | --- |
| - دوآ لیپا – نوستالژی آینده - Arlo Parks – Collapsed in Sunbeams - سلست – Not Your Muse - J Hus – Big Conspiracy - جسی ور – What's Your Pleasure? | - هری استایلز – «شیرینی هندوانه» - 220 Kid و Gracey – "Don't Need Love" - ایچ و AJ Tracey featuring تی کیث – "Rain" - دوآ لیپا – "فیزیکی" - Headie One, AJ Tracey و استورمزی – "Ain't It Different" - جوئل کوری featuring ام‌ان‌ئی‌کی – "Head & Heart" - Nathan Dawe featuring کی‌اس‌آی – "Lighter" - ریگارد و ری – "Secrets" - S1mba featuring DTG – "Rover" - Young T & Bugsey featuring Headie One – "Don't Rush" |
| هنرمند مرد تک‌خوان بریتانیایی (اهدا توسط Kurupt FM )                                                                                               | هنرمند زن تک‌خوان بریتانیایی (اهدا توسط میبل و ام‌ان‌ئی‌کی) |
| - J Hus - AJ Tracey - Headie One - جوئل کوری - یانگ‌بلاد                                                                                           | - دوآ لیپا - Arlo Parks - سلست - جسی ور - لیان لاهاواس |
| گروه بریتانیایی (اهدا توسط آدام لمبرت و اولی مارس)                                                                                                | هنرمند موفق (اهدا توسط Clara Amfo و Maya Jama) |
| - لیتل میکس - The 1975 - Bicep - Biffy Clyro - Young T & Bugsey                                                                                   | - Arlo Parks - Bicep - سلست - جوئل کوری - Young T & Bugsey |
| هنرمند مرد تک‌خوان جهانی (اهدا توسط میشل اوباما)                                                                                                   | هنرمند زن تک‌خوان جهانی (اهدا توسط Annie Mac) |
| - د ویکند - بروس اسپرینگستین - بورنا بوی - دونالد گلاور - تیم ایمپالا                                                                             | - بیلی آیلیش - آریانا گرانده - کاردی بی - مایلی سایرس - تیلور سوئیفت |
| گروه جهانی (اهدا توسط بیلی پورتر) | جایزه ستاره در حال پیشرفت (اهدا توسط سلست) |
| - هایم - بی‌تی‌اس - Fontaines D.C. - فو فایترز - ران د جولز                                                                                         | - Griff - Pa Salieu - Rina Sawayama |
| جایزه نماد جهانی (اهدا توسط میسی ویلیامز) | |
| - تیلور سوئیفت | |